# Leucanopsis perdita
Leucanopsis perdita är en fjärilsart som beskrevs av William Schaus 1920. Leucanopsis perdita ingår i släktet Leucanopsis och familjen björnspinnare. Inga underarter finns listade i Catalogue of Life.